# Pentachlorfenol
Pentachlorfenol (též PCF) je chlorovaná organická sloučenina používaná jako pesticid. Vyrábí se od 30. let 20. století pod mnoha obchodními názvy. Vyskytuje se ve dvou formách: jako samotný PCF a jako sodná sůl, která se lépe rozpouští ve vodě. V minulosti se PCF používal jako herbicid, insekticid, fungicid, algicid, dezinficiens a jako složka nátěrů proti tvorbě povrchových nánosů. Aplikoval se na semena rostlin (pro nepotravinářské použití), kůži, zdivo, dřevo, do vody pro chladicí věže, do systémů pro spřádání lan a pro papírny. Jeho použití bylo významně omezeno kvůli vysoké toxicitě a pomalé biodegradaci.
Existují dvě hlavní metody pro ochranu dřeva pomocí PCF. Tlakový proces zahrnuje umístění dřeva do tlakové nádoby, kde je ponořeno do PCF a vystaveno tlaku. Při beztlakovém procesu se PCF nanáší postřikem, nátěrem nebo namáčením do lázně. Ochrana dřeva znamená významnou úsporu nákladů, protože například ošetřené dřevěné sloupy vydrží cca 35 let, kdežto neošetřené jen asi 7 let.
V celé Evropské unii je dodávání biocidních přípravků na trh obsahujích PCF zakázáno s účinkem od 1.9. 2006 (v souladu s čl. 4 odst. 2 nařízení Komise (ES) č. 2032/2003).

## Vlastnosti
Za běžných podmínek těkavá šedá krystalická látka, s teplotou tání 190 °C, teplota varu 310 °C, dobře rozpustný v organických rozpouštědlech, tucích a olejích.

## Použití
Zejména jako fungicid k ochraně dřeva nebo biocid ve zdivu či ve speciálním textilu. Jeho užívání jako herbicidu bylo zakázáno.

## Rizika pro zdraví člověka
Může způsobit podráždění pokožky a dýchacích cest, poškození jater a ledvin, bolesti břicha. Je považován za prokázaný karcinogen a látku toxickou pro reprodukci.